# Лија Виси
Олимпија (Лија) Виси (Ларнака, 15. мај 1955) је певачица и музичарка кипарских Грка . Она је старија сестра певачице Ане Виси.

## Биографија
Рођена је 1955. Пре него што је започела професионалну каријеру, она је, заједно са својом сестром Аном, коју је пратила на клавиру, постала позната на Кипру као сестре Виси. 1973. настанила се у Грчкој. Дипломирала је клавир на Народном конзерваторијуму, где је предавала као професор клавира од 1987. Похађала је низ вокалних семинара на признатим универзитетима у САД . Њена каријера почела је професионално крајем 70-их.
1985. учествовала је на Песми Евровизије представљајући Кипар са песмом Το κατάλαβα αργά, и завршила на 16. месту.
Значајан успех постигао је песмама Χορεύοντας στην άμμο, Black out (крај 80-их) и Απουσία (почетком 90-их), док је певала и песме на енглеском језику, од којих је најпознатија Follow your heart. Била је телевизијски сарадник, компоновала је и певала музичке теме за различите грчке ТВ серије, док је учествовала као члан жирија у телевизијској емисији талената.
Од 1998. предаје певање на приватном конзерваторијуму у Атини, док је 2002. сарађивала са Националним конзерваторијумом Кипра у настави грчког и страног савременог певања. Бавила се и политиком и 2006. била је кандидаткиња на изборима за Представнички дом странке Демократски скуп, али није успела да буде изабрана. Била је удата за кипарског пијанисту и композитора Саваса Саваса, док је из брака са такође композитором Јанисом Пилиурисом имала двоје деце, Николаса и Занина Пилиуриса.

## Дискографија
- Η νύχτα σε φέρνει (1992)
- Σκιές (1993)
- Θα πάω από έρωτα (1994)
- Για τα μάτια σου μόνο (1994)
- Στης νύχτας την ανάσα (2001)
- Απουσία (2009)
- 9 Βήματα στον Ορίζοντα (2014)
- Ένα βήμα Πριν (2017)